# 豐臣秀保
豐臣秀保（1579年－1595年5月24日／1594年6月4日）是安土桃山時代的武将和大名。豐臣氏家臣。父親是木下彌助（三好吉房）。母親是豐臣秀吉的姐姐瑞龍院，後來成為豐臣秀長的養子。因為是大和國領主，而官位是中納言，因為通稱大和中納言。

## 生平
在天正7年（1579年）出生，家中三男。幼名是辰千代。
因為是豐臣氏的血脈，所以在幼少時已經不斷昇進。天正19年（1591年）1月，因為叔父秀長沒有繼嗣，於是與秀長年約4至5歳的女兒結婚並成為秀長的養子。同月，因為秀長死去而繼承並成為郡山城城主。同時領有大和、紀伊兩國，後見役是藤堂高虎和桑山重晴。同年被任命為從四位下参議並被下賜豐臣姓。
在文祿元年（1592年）的文祿之役中率領1萬5千名士兵在名護屋城参陣，不過自身沒有渡海，而是在名護屋城下建起陣屋並逗留2年。而配下的紀伊國國人眾（堀內氏善）和藤堂高虎、桑山元晴、一晴、杉若氏宗、無心等人以水軍身份渡海參戰。還有本多俊政在壹岐勝本城率領5百名士兵擔任在番，為朝鮮渡海軍在海上輸送兵站物資和維持島上治安。
在文祿2年（1593年）閏9月25日與藤堂一同從名護屋返回下關並前往京都，於同年成為從三位權中納言，以後被稱為大和中納言、郡山中納言。文祿3年（1594年）2月，在吉野的櫻花觀賞會中與秀吉、秀次、菊亭晴季等人一同舉行和歌會。
在文祿4年（1595年）4月16日死去。享年17歲。戒名是瑞光院華嶽春英（『系圖纂要』）。

## 死因
在俗説中有許多橫死的說法，例如在『武德編年集成』中記述了惡評後，在吉野川上流為了測試小姓的勇氣而命令他跳崖，小姓在秀保跳下後跟著跳下，最後雙雙溺死，不過此事的日期被記錄為文祿3年，因此在時間上顯得不合理。
除了前述的死因外，根據桑田忠親的研究，由同時代的駒井重勝的『駒井日記』等史料中，可以得知秀保在文祿4年（1595年）4月為了養病而前往大和國十津川，不過在4月10日期間被發現身上有一種麻疹的疱瘡，於是在13日晚上向吉田淨慶和16日晚上向曲直瀨正琳等醫師求醫，於14日曾一時間回復，但是病情在15日早上再度惡化，最後在16日死去。
秀保迎娶了表親阿菊（秀長的女兒）為正室，不過沒有誕下子女，曾經成為秀長養子的仙丸亦已經成為了藤堂高虎的養子並改名為藤堂高吉，於是令大和豐臣家斷絕。

## 人物逸話
與哥哥豐臣秀次同様有「殺生關白」的惡名。但與與秀次的風評同様，這個惡名不是事實的可能性被認為相當高。
- 被評為以殺人為嗜好等，不斷重複著無道行為的暴君。

- 秀保捕捉快要生產的婦人並命令「割開腹部讓我看看胎兒吧」。這個婦人感到驚恐，於是以削髮為尼的方式希望秀保能放過自己，不過秀保沒有接受，因此這個婦人在割開腹部並取出胎兒後就跳入池中身亡。

- 秀保命令忍術師「在這個池中叫出大蛇來看看」，忍術師在唱出呪文後，空池被裝滿水，大蛇出現後像要把秀保呑下肚，於是秀保非常驚慌並逃回郡山城。因此家臣為了讓大蛇不要再出現而用大石埋下池底的洞穴。